# Jorge Andrade
Jorge Manuel Almeida Gomes de Andrade (Lisboa, Región de Lisboa, Portugal, 9 de abril de 1978) es un exfutbolista portugués que jugaba de defensa. Fue el segundo entrenador del Vitória Setúbal desde febrero de 2019 hasta agosto del mismo año.

## Trayectoria en el Depor
Jorge Andrade, llegó al Deportivo procedente del Oporto de Portugal, era el típico fichaje de la era dorada de Lendoiro. Con Jorge Andrade el Deportivo de La Coruña llegó a jugar la primera semifinal de la Champions, que fue contra el Oporto de José Mourinho, en cuyo partido de ida recibió una tarjeta amarilla (que acarreaba suspensión); este hecho conllevó que en el partido de vuelta jugase César, que provocó penalti sobre Deco que Derlei marcaría.
En 2007, el Depor vendió al jugador por 15 millones a la Juventus de Turín, donde se iniciarían las continuas lesiones de rodilla que le persiguieron durante el resto de su carrera deportiva.

## Clubes

### Como jugador
| Club                         | País     | Año       |
| ---------------------------- | -------- | --------- |
| C. F. Estrela Amadora        | Portugal | 1997-2000 |
| F. C. Porto                  | Portugal | 2000-2002 |
| R. C. Deportivo de La Coruña | España   | 2002-2007 |
| Juventus F. C.               | Italia   | 2007-2009 |

### Como entrenador
| Club            | País     | Año  |
| --------------- | -------- | ---- |
| Oriental Lisboa | Portugal | 2016 |

## Palmarés

### Títulos nacionales
| Título                | Club                         | País     | Año     |
| --------------------- | ---------------------------- | -------- | ------- |
| Copa de Portugal      | F. C. Porto                  | Portugal | 2000-01 |
| Supercopa de Portugal | F. C. Porto                  | Portugal | 2001    |
| Copa de Portugal      | F. C. Porto                  | Portugal | 2001-02 |
| Supercopa de España   | R. C. Deportivo de La Coruña | España   | 2002    |